# Парасковия (Нововодолажский район)
Парасковия (укр. Парасковія) — село, 
Мелиховский сельский совет,
Нововодолажский район,
Харьковская область.
Код КОАТУУ — 6324282002. Население по переписи 2001 года составляет 486 (203/283 м/ж) человек.

## Географическое положение
Село Парасковия находится на берегу реки Берестовая (в основном на правом берегу),
выше по течению примыкает к селу Мелиховка,
ниже по течению примыкает к сёлам Лозовая (Кегичевский район) и Медведевка (Кегичевский район).

## Экономика
- Сельскохозяйственное ООО «ЗЛАГОДА».

## Объекты социальной сферы
- Школа.

## Достопримечательности
- Остатки Параскевской крепости (Крепость Святой Парасковии) Украинской линии и земляного вала.
- Орнитологический заказник местного значения «Цапли». Площадь 142,2 га. Находится около села Парасковия. Поселения водоплавающих птиц: журавля серого, ходулочника, цапли малой серой.